# Oostbosch Polder
De Oostbosch Polder is een polder en een voormalig waterschap in de Nederlandse provincie Zuid-Holland, in de gemeente Leidschendam.
Het waterschap was verantwoordelijk voor de vervening, drooglegging en de waterhuishouding in de polder.
De polder grenst in het noorden aan de Knippolder en in het oosten aan de Vliet.

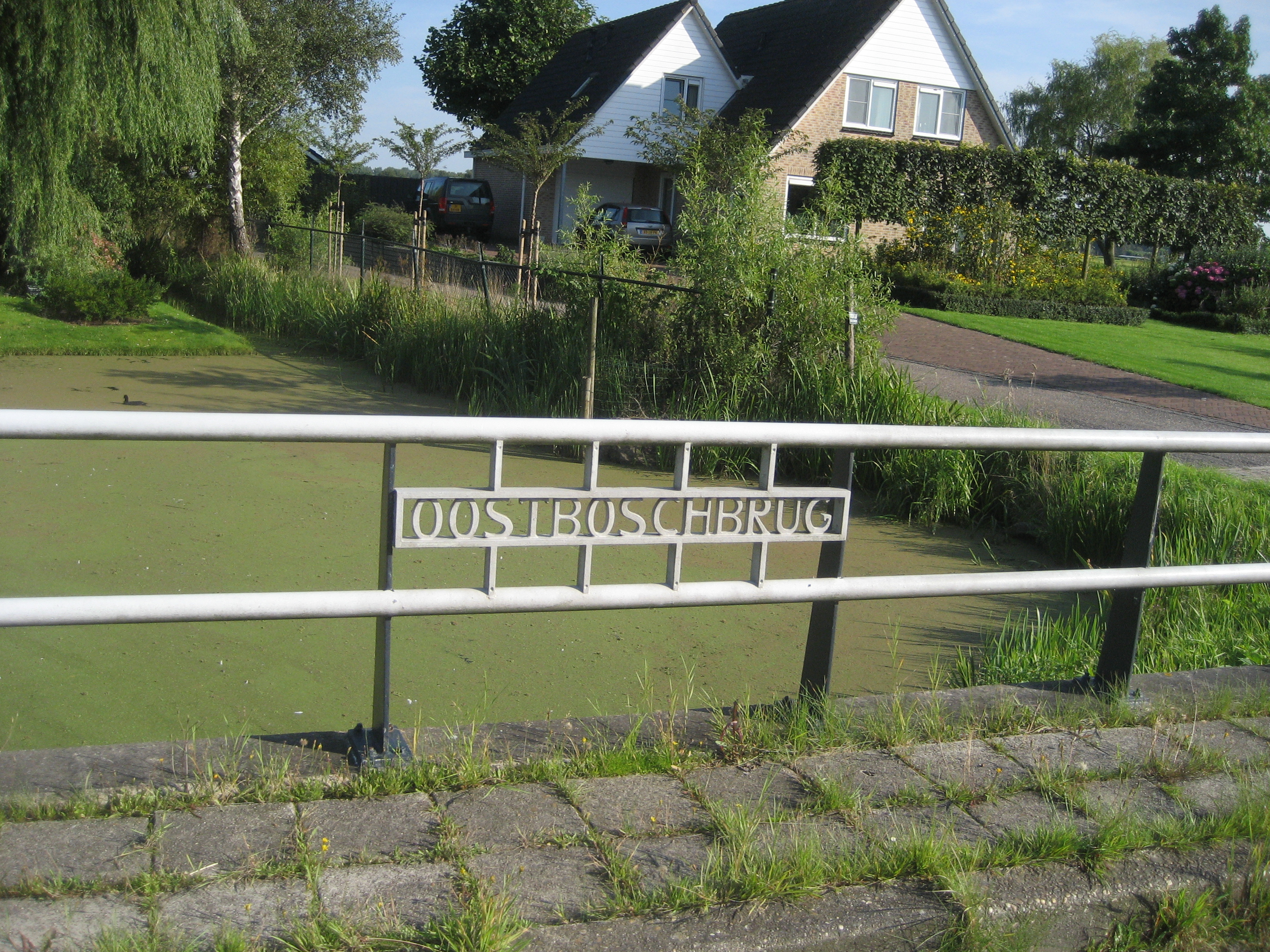
Oostboschbrug, tussen Leidschendam en Voorschoten